# Arcidiecéze avignonská
Arcidiecéze avignonská (lat. Archidioecesis Avenionensis, franc. Archidiocèse d'Avignon) je francouzská římskokatolická arcidiecéze. Leží na území departementu Vaucluse, jehož hranice kopíruje. Avignonská arcidiecéze není metropolitním stolcem; přestože je sama arcidiecézí, jedná se o sufragán marseillské arcidiecéze. Sídlo arcidiecéze se nachází v Avignonu.

## Historie

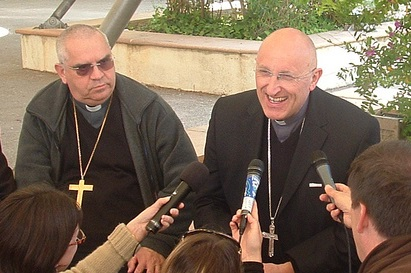
Arcibiskup Jean-Pierre Cattenoz (vlevo) a Dominique Rey, biskup z Fréjus-Toulon

Diecéze avignonská byla založena ve 4. století. Na metropolitní arcidiecézi byla povýšena roku 1475 se sufragánními diecézemi Carpentras, Vaison, Cavaillon. Všechny zanikly v roce 1801, zahrnutím do území avignonské arcidiecéze, spolu s diecézí Apt, která byla sufragánem Arcidiecéze Aix. Ve stejné době byl avignonské arcidiecézi odebrán statut arcidiecéze; stala se tedy opět diecézí, podřízenou arcidiecézi Aix. V roce 1822 byla diecéze opět povýšena na metropolitní arcidiecézi s dvěma sufragánními diecézemi (Viviers, Valence, Nîmes, Montpellier).
16. prosince 2002 byl arcidiecézi odebrán status metropolitní arcidiecéze (v té době byl její oficiální název, platný od roku 1877: Arcidiecéze Avignon-Apt-Cavaillon-Carpentras-Orange-Vaison), a stala se stufragánem marseillské arcidiecéze. V roce 2009 byl její název změněn na Arcidiecéze avignonská.
Současným arcibiskupem z Avignonu je od roku 2002 Mons. Jean-Pierre Cattenoz.